# 강수진 (남자 성우)
강수진(1965년 10월 19일 ~ )은 대한민국의 성우로, 1988년 한국방송 성우극회 공채 21기로 입사했다.

## 개요
주로 애니메이션 주인공 역할을 담당하는 경우가 많으며, 국내에서 가장 많은 인기를 얻고 있는 만화 명탐정 코난의 성우로 꼽힌다.
키 158cm 단신에 혈액형은 AB형이다. 경기상업고등학교, 서울예술대학교 방송연예과를 졸업하였다. 1988년 입사하여 1991년 프리랜서가 되었다.

## 학력
- 경기상업고등학교 (졸업)
- 서울예술대학교 방송연예과(現 방송영상과 전문학사)

## 출연 작품
굵은 글씨는 메인 캐릭터.
TV 애니메이션
- hack//SIGN (OGN) - 크림(카림)
- REC (애니맥스) - 마츠마루 후미히코
- SD건담 삼국전 (대원방송) - 유비 건담
- 가정교사 히트맨 REBORN! (투니버스) - 백란
- 개골개골 마법사 (어린이TV) - 한성준(아오이)
- 개구리 중사 케로로 (투니버스) - 도로로 병장
- 거북이 특공대 Z (SBS) - 레오나르도
- 검비의 모험 (투니버스) - 검비
- 겟 백커스 (XTM) - 황보 혁(미도 반)
- 공룡메카드 (KBS) - 일호
- 공상과학세계 걸리버보이 (어린이TV) - 걸리버 투스카니
- 괴도 조커  (카툰네트워크) - 미스터 머니마니, 돈마니
- 기사 피핀의 천한 가지 모험 (EBS) - 피핀
- 꼬꼬마 텔레토비 (KBS) - 보라돌이, 마이크
- 꼬마양 삼총사 (KBS) - 에비
- 내 친구 드래곤 (EBS) - 드래곤
- 너는 특별하단다 (VIDEO) - 남자 주인공
- 누가 내 궁디 좀 말려줘 (투니버스) - 잭
- 돌격! 빠빠라대 (어린이TV) - 강세찬
- 동물수비대 딩키다이스 (어린이TV) - 오기
- 들장미 소녀 린 (SBS) - 폴, 에드워드 브라이튼, 포비
- 디즈니 만화동산 : 우주용사 버즈 (KBS) - XR
- 디즈니 만화동산 : 릴로 & 스티치(KBS) - 플리클리, 키노이
- 디즈니 만화동산 : 알라딘 (KBS) - 알라딘
- 디지몬 어드벤처 (KBS) - 에테몬, 메탈에테몬, 개굴몬
- 디지몬 어드벤처: (대원방송) - 에테몬
- 드래곤볼Z (SBS) - 손오공
- 따라해요 붐치키붐 (KBS) - 레아
- 또봇 V (KBS) - 소닉 스텔스
- 란마½ (비디오, 투니버스) - 남궁 란마(남자 란마) (사오토메 란마)
  - 란마½ (열투편) - 남궁  란마 (사오토메 란마)
- 레다카이 (재능TV) - 카이
- 레이의 우주 대모험 (EBS) - 쿠스
- 러브★콤플렉스 (애니맥스) - 오오타니 아츠시
- 러키☆스타 (애니박스) - 애니메이트 점장
- 로저 래빗 - 로저 래빗
- 루팡 3세 (투니버스) - 루팡
- 리아의 수학놀이 (EBS) - 해설
- 릴리의 모험일기 (EBS) - 매트
- 마법전사 라이너 (KBS) - 라이너 류트
- 마법전사 캐롯 (투니버스) - 캐롯
- 마이트가인 (KBS) - 리키 마이트(센푸지 마이토)
- 마지막 공룡 덴버 (EBS) - 제레미
- 마지막 유니콘 (SBS) - 슈멘드릭
- 명탐정 빠세 (KBS) - 빠세
- 명탐정 코난 (KBS, 투니버스, 애니맥스) - 남도일(쿠도 신이치)
- 몬타나 존스 (KBS) - 욘
- 못말리는 타잔 (투니버스) -타잔
- 무한의 리바이어스 (애니원) - 강유빈
- 바이스 크로이츠 (투니버스) - 케이
- 방가방가 햄토리 (SBS) - 아따아따(마이도군), 딩가딩(톤가리군), 유나 아빠(하루나 유메타로)
- 백설공주 (KBS) - 리처드 왕자
- 뱅글스쿨 (KBS) - 스무디 / 미러
- 비밀요원 터프퍼피 (니켈로디언) - 두들리 퍼피
- 비밀일기 (KBS) - 독고준(아리마 소이치로)
- 빛의 전사 프리큐어 (챔프TV) - 메플, 하람 아빠(미스미 타카시), 베르제이 거트루드, 두산이(츄타로)
  - 빛의 전사 프리큐어 MAX HEART (애니원) - 메플
- 사랑은 정말 (투니버스) - 한지우(야마구치 츠토무)
- 사우루스 팡팡 (KBS) - 스피드, 모살장군의 부하병사 2
- 사이버탐험대 쟈니퀘스트 (KBS) - 쟈니
- 사자왕 가오가이거 (KBS) - 사이보그 가이(시시오 가이)
- 선계전 봉신연의 (투니버스) - 태공망
- 선녀전설 세레스 (애니원) - 유타
- 선물공룡 디보 (EBS) - 디보
- 소녀왕국 표류기 (애니맥스) - 토호인 이쿠토
- 소년탐정 김전일 (투니버스)  - 김전일(긴다이치 하지메)
  - 소년탐정 김전일 Original (애니박스) - 김전일
- 수퍼우주탐험대 (EBS) - 강철
- 슈퍼K (MBC) - 하늘(후반부)
- 슈퍼소년 마이티 맥스 (KBS) - 맥스
- 스모기 (MBC)
- 스크라이드 (애니원) - 카즈
- 스피드왕 번개 (SBS) - 마원형
- 슬램덩크 (비디오) - 강백호(사쿠라기 하나미치)
- 슬레이어즈 (투니버스) - 카우링(가우리 가브리에프)
  - 슬레이어즈 TRY (투니버스)  - 카우링(가우리 가브리에프)
- 시티헌터 (투니버스) - 우수한(사에바 료)
- 신데렐라 이야기 (KBS) - 샤를 왕자
- 신비의 세계 엘하자드 (SBS) - 맥스
- 신세기 사이버 포뮬러 (SBS) - 강진우(카자미 하야토)
  - 신세기 사이버 포뮬러 11 (SBS) - 강진우(카자미 하야토)
  - 신세기 사이버 포뮬러 ZERO (SBS) - 강진우(카자미 하야토)
  - 신세기 사이버 포뮬러 SAGA  (SBS) - 강진우(카자미 하야토)
  - 신세기 사이버 포뮬러 SIN (투니버스) - 강진우(카자미 하야토)
  - 영광의 레이서 (KBS) - 번개(블리드 카가), 독고태수(신죠 나오키)
- 생일왕국의 프린세스 프링 (KBS1) - 루크
- 아기종벌레 포포 (KBS) - 카카, 깨비, 츄츄, 사마
- 아벨 탐험대 (KBS) - 아벨
- 악동클럽 (EBS) - 라스
- 알프스의 장미 (KBS) - 랜디
- 야구왕 펑키 (VIDEO) - 펑키 학교 야구부 선배
- 에스카플로네 (SBS) - 반 파넬
- 에어마스터 (투니버스) - 킨지로
- 영혼기병 라젠카 (MBC) - 아틴
- 오! 나의 여신님 OVA (투니버스) - 성민우(모리사토 케이이치)
  - 여신님! 작다는 건 편리해 - 성민우(모리사토 케이이치)
- 오늘부터 마왕! (애니맥스) - 시부야 유리
- 오란고교 사교클럽 (투니버스) - 스오우 타마키
- 오스카 음악대 (EBS) - 오스카
- 와글와글 친구들 (EBS) - 시끌씨
- 올란도 영웅전 (EBS) - 다윗
- 올림포스 가디언 (SBS) - 에로스
- 우정의 그라운드 (KBS) - 강찬
- 우주가족 젯슨 (SBS)
- 유령성의 오싹오싹 이야기 (EBS) - 멜빈
- 유유백서 (애니박스) - 진진
- 유희왕 듀얼몬스터즈 (챔프TV) - 조이
- 원탁의 기사 (KBS)
- 원피스 (KBS) - 몽키 D. 루피
  - 원피스 Original (애니원) - 몽키 D. 루피
- 원피스 스폐셜:3D2y (투니버스) - 몽키 D. 루피
- 원피스 스페셜:에피소드 오브 사보 (투니버스) - 몽키 D. 루피
- 원피스 스페셜:에피소드 오브 이스트블루 (투니버스) - 몽키 D. 루피
- 은하탐정 케인 (SBS) - 케인 블루리버
- 이겨라! 얏타맨 (재능TV) - 강철
- 이누야샤 (애니원) - 이누야샤
  - 이누야샤 완결편 (애니박스) - 이누야샤
  - 월리스와 그로밋 (EBS) -월리스
- 전설의 용사 다간 (비디오) - 장민호(타카스기 세이지)
- 절대가련 칠드런 (애니박스) - 미나모토 코이치
- 정글은 언제나 맑음 뒤 흐림 (투니버스) - 크라이브
  - 정글은 언제나 맑음 뒤 흐림 디럭스 (투니버스) - 크라이브
  - 정글은 언제나 맑음 뒤 흐림 FINAL (투니버스) - 크라이브
- 정말 웃기는 마을 (니켈로디언) - 카우보이
- 직스 (퀴니) - 플랑고
  - 직스 레벨 2 (퀴니) - 플랑고
- 쫑아는 사춘기 (MBC 무비스) - 강영웅(오가사와라 유노스케)
- 천공전사 젠키 (비디오) - 꼬마 젠키
- 천하무적 슈라트 (KBS) - 수라왕 슈라토
- 총몽 (투니버스) - 유고
- 최강합체 믹스마스터 (KBS) - 레이
- 카드캡터 체리 (SBS) - 오청명(츠키시로 유키토) / 유에, 권현문(테라다 요시유키 ※후반부)
- 콤콤보이 와프로만 (VIDEO) - 철이
- 쾌걸 근육맨 2세 (투니버스) - 근육 만두
- 태극 천자문 (KBS) - 게르바, 즈센
- 태권왕 강태풍 (KBS) - 전광석
- 토리코 (애니원, 카툰네트워크) - 아카시아
  - 토리코X원피스: 최강의 콤비 (카툰네트워크) - 몽키 D. 루피
- 트라이건 (비디오) - 바슈 더 스턴피드
- 트랙시티 (SBS) - 캐피맨
- 틴 타이탄 (SBS, 카툰네트워크) - 로빈
- 틴틴의 모험 (투니버스) - 틴틴
- 파워스톤 (애니맥스) - 에드워드 포커
- 포트리스 (SBS) - 아이오(스트레인저 사냥꾼)
- 푸치니와 별난가족 (어린이TV) - 푸치니
- 피구왕 통키 (SBS) - 탁용팔, 우갑철, 루돌프,윤형진
- 하우스 오브 마우스 (KBS) - 미키 마우스, 알라딘, 피터 팬, 다저
- 헌티드 정션 (투니버스) - 호죠 하루토
- 헬로! 스팽크 (투니버스) - 한태희
- 화성 특공대 (KBS) - 듀
- 영차영차 꼬마트럭 삼총사 (KBS TV 유치원 하나둘셋) - 딕
- 황금로봇 골드런 (KBS) - 울프 우르잭(윌터 왈자크)
- 반요의 야샤히메 (애니박스) - 이누야샤
- 후토스 잃어버린 숲 (KBS) - 시로
- 브레드 이발소 (KBS, 투니버스)  - 몸짱소시지
- 거멍숲을 지켜라! 버디프렌즈 (KBS) - 우디

특수 촬영 드라마
- 지구용사 벡터맨 (KBS) - 강진호 / 벡터맨 타이거 (김동규), 데빌라 / 사탄제국 데빌라 부관
  - 지구용사 벡터맨 2 (KBS) - 강진호 / 벡터맨 타이거 (김동규)
- 초성함대 세이저X (애니원) - 아더 / 이글세이저

극장용 애니메이션
- 원피스 극장판 
  - 원피스 필름 골드 (MOVIE) - 몽키 D. 루피
  - 원피스 스탬피드 (MOVIE) - 몽키 D. 루피
  - 원피스: 로맨스 던 (MOVIE) - 몽키 D. 루피
- 나디아 극장판 : 블루워터의 비밀 (KBS) - 장 로크 라르티그
- 날으는 돼지 해적 마테오 (MOVIE) - 마테오
- 닌자 거북이 - 레오나르도
- 디즈니 삼총사 (비디오) - 미키 마우스
- 더 퍼스트 슬램덩크 - 강백호
- 로봇 - 로드니
- 피터 팬 - 피터 팬
- 피터 팬 2: 리턴 투 네버랜드 - 피터 팬
- 릴로 & 스티치 (디즈니 채널) - 플리클리
  - 릴로 & 스티치 2 (디즈니 채널) - 플리클리
- 마지막 유니콘 (SBS) - 슈멘드릭
- 명탐정 빠쎄 (KBS) - 빠쎄
- 명탐정 코난 극장판 시리즈 - (투니버스) - 남도일
  - 명탐정 코난: 시한장치의 마천루
  - 명탐정 코난: 14번째 표적 (투니버스)
  - 명탐정 코난: 세기말의 마술사 (투니버스)
  - 명탐정 코난: 눈동자 속의 암살자 (투니버스)
  - 명탐정 코난: 천국으로의 카운트다운 (투니버스)
  - 명탐정 코난: 베이커가의 망령
  - 명탐정 코난: 칠흑의 추적자
  - 명탐정 코난: 천공의 난파선
  - 명탐정 코난: 침묵의 15분
  - 명탐정 코난: 11번째 스트라이커
  - 명탐정 코난: 이차원의 저격수
  - 명탐정 코난: 화염의 해바라기
  - 명탐정 코난: 순흑의 악몽
  - 명탐정 코난: 은빛 날개의 마술사
  - 명탐정 코난: 수평선상의 음모
  - 명탐정 코난: 탐정들의 진혼가
  - 명탐정 코난: 코난 실종사건 ~사상 최악의 이틀~
  - 명탐정 코난: 제로의 집행인
  - 명탐정 코난: 감벽의 관
  - 명탐정 코난: 100만 달러의 오릉성 - 괴도 키드 / 쿠로바 카야토
- 극장판 유희왕 더 다크 사이드 오브 디멘션즈 - 조이
- 루팡 3세 vs 명탐정 코난 - 루팡, 남도일
- 루팡 3세 vs 명탐정 코난 THE MOVIE - 루팡, 남도일
- 미래소녀 엘피 (KBS) - 엘카스
- 미키의 크리스마스 선물 (디즈니 채널) - 미키 마우스
- 바이오니클 (VIDEO) - 잴러
- 바비의 백조의 호수 (투니버스) - 이반
- 밤비 (VIDEO) - 어른 / 청년 덤퍼
- 벅스 라이프 (MOVIE) - 플릭
- 붉은매 (SBS) - 명락
- 블루워터의 비밀 (KBS) - 장
- 소년탐정 김전일 첫 번째 극장판 (투니버스) - 김전일
- 소년탐정 김전일 극장판-죽음의 딥블루 (투니버스) - 김전일
- 스페이스 몽키 (SBS) - 시미안
- 아틀란티스 - 마일로 싸치
- 아틀란티스 2 - 마일로 싸치
- 알라딘 - 알라딘
  - 돌아온 자파 - 알라딘
  - 알라딘과 도적의 왕 - 알라딘
- 어머! 물고기가 됐어요 - 찰스
- 원피스 극장판 시리즈 - 몽키 D. 루피
- 이누야샤 극장판 시리즈 (투니버스) - 이누야샤
  - 이누야샤 1기 - 시대를 초월하는 마음
  - 이누야샤 2기 - 거울속의 몽환성
  - 이누야샤 3기 - 천하패도의 검
  - 이누야샤 4기 - 홍련의 봉래도
- 잠수함707 (MBC) - 바다
- 천공의 에스카플로네 극장판 (투니버스) - 반 파넬
- 철인사천왕 (SBS) - 건
- 케로로 중사 극장판 시리즈 (투니버스) - 도로로 병장
  - 케로로 중사 극장판 1기 - 최종병기 키루루
  - 케로로 중사 극장판 2기 - 심해의 프린세스
  - 케로로 중사 극장판 3기 - 케로로 대 케로로 천공대결전
  - 케로로 더 무비: 드래곤 워리어 (투니버스)
  - 케로로 더 무비: 기적의 사차원섬 (투니버스)
- 화성특공대 (KBS) - 듀
- 로미오와 줄리엣: 바다표범의 사랑이야기 (카툰네트워크) - 로미오
- 슬램덩크 극장판 (애니박스) - 강백호

전담배우
- 레오나르도 디카프리오
  - 갱스 오브 뉴욕 (MBC) - 암스테르담
  - 길버트 그레이프 (KBS) - 어니 그레이프
  - 디파티드 (KBS) - 빌리 코스티건
  - 로미오와 줄리엣 (KBS) - 로미오
  - 마빈스 룸 (KBS) - 행크
  - 비치 (SBS) - 리차드
  - 캐치 미 이프 유 캔 (SBS, KBS) - 프랭크 애버그네일
  - 타이타닉 (KBS) - 잭 도슨
  - 퀵 앤 데드 (KBS) - 꼬마
- 맷 데이먼
  - 리플리 (SBS) - 톰 리플리
  - 커리지 언더 파이어 (KBS) - 일라리오
  - 오션스 일레븐 (KBS) - 라이너스
  - 본 아이덴티티 (KBS) - 제이슨 본
    - 본 슈프리머시 (KBS) - 제이슨 본
    - 본 얼티메이텀 (KBS) - 제이슨 본 / 데이빗 웹

  - 그린 존 (KBS) - 로이 밀러

드라마
- 디트로이트 락 시티 (KBS) - 호크 (에드워드 펄롱)
- 닥터 후 (KBS) - 제트로 케인 (콜린 모건), 피의 가족 중 장남 (해리 로이드)
- 셜록 (KBS) - 짐 모리아티 (앤드류 스콧)
- 마법사 멀린 (KBS) - 멀린 (콜린 모건)
- 사브리나 (KBS) - 하비 (네이트 리처트)
- 정무문 (KBS) - 장군의 아들
- 칠협오의 (SBS)
- 판관 포청천 (KBS) - 풍아
- 파워특공대 (VIDEO) - 샘
- 명탐정 코난 드라마스페셜 - 남도일에게 보내는 도전장 (투니버스) - 남도일 (오구리 슌)
  - 명탐정 코난 드라마스페셜 - 남도일의 부활 (투니버스) - 남도일 (오구리 슌)
  - 명탐정 코난 드라마스페셜 - 괴조 전설의 수수께끼 (투니버스) - 남도일
- 꿈꾸는 소녀 에밀리 (EBS) - 페리
- 네버엔딩 스토리 (EBS) - 아트레유 (케니 모리슨) / 팰론과 춤을 춘 남학생
- 신드바드 (KBS) - 신드바드 (엘리엇 나이트)
- 삼총사 시즌 1/2 (KBS) - 달타냥(루크 파스퀄리노)

영화
- 25살의 키스 (SBS) - 가이 (제러미 조던)
- AD 2000 (MBC) - 피터 (곽부성)
- 갱스터 초치 (KBS) - 초치 (프리슬리 크웨니에개)
- 굿바이 마이 프렌드 (MBC) - 에릭 (브레드 랜프로)
- 그렘린 (SBS) - 빌리 (자츠 갤리건)
  - 그렘린 2 (SBS) - 빌리 (자츠 갤리건)
- 나 홀로 집에(KBS) - 버즈(데빈 라트레이)
- 노인과 바다 (KBS) - 마놀로(알렉시스 크루즈)
- 늑대와 춤을 (KBS) - 많이 웃다(네이단 호스)
- 달려라 조니 (KBS) - 조니 (니콜라스 사푸트라)
- 대니의 추락 (KBS) - 대니
- 데이트 소동 (KBS) - 던칸 (윌 프리들)
- 도니 다코 (KBS) - 도니 (제이크 질런홀)
- 동굴속의 비밀 (SBS)
- 디파이언스 (KBS) - 아사엘(제이미 벨)
- 딜리버리 (KBS) - 가이 (프레디 더글러스)
- 라간 (KBS) - 부반 (아미르 칸)
- 라붐 (SBS) - 마티유 (알렉상드르 스털링)
- 라이딩 위드 보이즈 (KBS) - 레이 (스티븐 잔)
- 레알 (SBS) - 여자 축구팀 감독
- 로봇인간 칩 (KBS) - 칩 (제이언더 우드)
- 로저 래빗 (MBC) - 로저 래빗 (찰스 플레이셔)
- 머나먼 여정 (KBS) - 챈스 (마이클 J. 폭스)
- 머더 바이 넘버 (SBS) - 저스틴 펜들턴 (마이클 피트)
- 무인지대 (SBS) - 벤저민 (D.B. 스위니)
- 밀레니엄 캅 (KBS) - 세마
- 반지의 제왕: 반지 원정대 (KBS) - 프로도 배긴스 (일라이저 우드)
- 베이사이드의 얄개들 (SBS) - 슬레이터
- 비련의 연인 (KBS) - 안젤로 (덱스터 프레처)
- 사막의 뱀파이어 (SBS) - 숀 (커 스미스)
- 사자왕 형제의 모험 (EBS) - 요나탄 (스타판 예뜨스탐)
- 삼총사 (KBS) - 달타냥 (크리스 오도널)
- 성룡의 나이스 가이 (KBS) - 로미오 형사 (빈스 폴레토)
- 세가지 색 레드 (KBS)
- 소년 탐정단 - 해골 섬의 비밀을 찾아서 (EBS) - 주피터 (챈슬러 밀러)
- 스타워즈 에피소드 2: 클론의 습격 (KBS) - 아나킨(헤이든 크리스텐슨)
- 스타쉽 트루퍼스 (KBS) - 카알 (닐 패트릭 해리스)
- 스튜어트 리틀 (KBS) - 스튜어트 리틀 (마이클 J. 폭스)
  - 스튜어트 리틀 2 (KBS) - 스튜어트 리틀 (마이클 J. 폭스)
- 스파이더맨 (KBS) - 피터 파커/스파이더맨 (토비 매과이어)
- 스파이더맨: 파 프롬 홈 - 쿠엔틴 백/미스테리오(제이크 질렌할)
- 스파이더맨: 노 웨이 홈 - 피터 파커/스파이더맨(토비 맥과이어) / 쿠엔틴 백/미스테리오(제이크 질렌할)
- 슬리핑 딕셔너리 (SBS) - 페이모스 (주닉스 노시안)
- 아이덴티티 (SBS) - 에드 (존 큐잭)
- 아직은 사랑을 몰라요 (SBS)
- 얼라이브 (SBS) - 난도 (이선 호크)
- 엠파이어 레코드 (KBS) - 루카스 (로리 코크레인)
- 여름연가 (KBS) - 뭇신 (모흐드 샤피 나십)
- 올리비에 올리비에 (KBS) - 올리비에 (그레구아르 콜랭)
- 옹박 (MBC) - 팅 (토니 자)
- 우리들만의 집 (KBS) - 셰인 (에드워드 펄롱)
- 원스 어폰 어 타임 인 아메리카 (KBS)
- 음모자 (KBS) - 프레더릭 에이큰 (제임스 맥어보이)
- 이연걸의 영웅 (SBS)
- 이연걸의 탈출 (SBS) - 아감(양종헌)
- 이유없는 반항 (KBS) - 플래토 (살 미네오)
- 장미의 전쟁 (KBS)
- 좋은 친구들 (SBS) - 헨리 힐 (레이 리오타/크리스토퍼 세론)
- 천룡팔부 (SBS) - 허죽(임문룡)
- 청혼 (KBS) - 지미 섀넌 (크리스 오도널)
- 춤추는 대수사선 (KBS) - 아오시마 슌사쿠 (오다 유지)
- 챠이라이 미녀특공대 (KBS) - 커드
- 초류향 (SBS)
- 치킨 런 (KBS) - 록키 (멜 깁슨)
- 캥거루 잭 (SBS) - 찰리 카본 (제리 오코널)
- 큐브 2 (SBS) - 맥스 라이슬러(매슈 퍼거슨)
- 크리스마스 캐럴 (KBS) - 프레드 (콜린 퍼스)
- 크림슨 타이드 (SBS) - 지머 (맷 크레이븐)
- 태양의 제국 (KBS)
- 특종 카메라 (KBS)
- 파워 오브 원 (KBS, MBC) - 청년 PK (스티븐 도프)
- 패컬티 (KBS) - 케이시 (일라이저 우드)
- 플레전트빌 (SBS) - 데이비드 / 버드 (토비 매과이어)
- 하몬드 가의 비밀 (KBS) - 크리스 해먼드 (커크 캐머런)
- 희극지왕 (SBS)
- 베리 배드 씽 (SBS) - 무어 (릴랜드 오서)
- 불꽃슛 통키 - 권총탄 (양성수)(목소리)
- 제5원소 (KBS) - 루비 로드 (크리스 터커)
- 영건 2 (KBS) - 샤베스 (루 다이아몬드 필립스)
- 피막 (KBS) - 피막 (마리오 마우러)
- 죽음의 카운트다운 (KBS)
- 해커즈 (MBC) - 조이 파돌라 (제시 브래드포드)

게임
- 수상한 메신저 - unknown
- 11월 소년 - 송태진
- 공박 - 김장철
- 그라나도 에스파다 - 남자 파이터
- 그랜드체이스 - 라스
- 스타크래프트 시리즈 - 아르타니스
- 히어로즈 오브 더스톰 - 아르타니스
- 어이쿠! 왕자님 - 아스터
- 열혈강호 - 한비광
- 엘소드 - 엘소드 (1차 CBT 한정)
- 그랜드체이스 for kakao - 라스
- 진·삼국무쌍 1, 3, 4 - 조운 (조자룡)
- 창세기전 3, 3 파트 2 - 크리스티앙 데 메디치
- 랑그릿사3 - 디하르트, 가이엘 장군, 충술사 라그, 마동거병 갈쵸크
- 바이오하자드: 타임 크라이시스 - 리처드 밀러
- 랑그릿사2 - 엘윈
- 랑그릿사 - 레딘
- 핑크맞고
- 건담전기 - 시로 야마다
- 블레이드&소울 - 한시랑 장군
- 파랜드택틱스3(파랜드오딧세이1) - 카인
- 회색도시 - 양시백
- 도타2 - 레이저
- 나인티 나인 나이츠(N3) - 딩그밧
- 세븐나이츠 - 아랑
- 쿠키런:킹덤 - 쉐도우밀크 쿠키

다큐 및 시사교양
- 2008.08.05 EBS 다큐 10+ 《뉘른베르크 전범재판 - 제1부 회개한 나치, 알베르트 슈페어》
- 2008.08.12 EBS 다큐 10+ 《히틀러의 후계자, 헤르만 괴링》
- 2011.12.27 KBS 세상의 모든 다큐 《영원의 빛, 다이아몬드의 세계》
- 2013.06.23 SBS 아이러브 人 《알랭 드 보통 편》
- 2014.04.04 KBS 파노라마 《신의 뇌 - 제1부 땅 위의 신》
- 2014.04.11 KBS 파노라마 《신의 뇌 - 제2부 파스칼의 내기》
- 2015.05.21 KBS 다큐 1 《100세 사회의 경고 1부 고령화 쇼크, 한중일 무너지는가》
- 2015.05.22 KBS 다큐 1 《100세 사회의 경고 2부 연금, 신화는 없다》
- 2015.05.28 KBS 다큐 1 《100세 사회의 경고 3부 누가 노인을 돌볼 것인가》
- 2015.05.29 KBS 다큐 1 《100세 사회의 경고 4부 초고령사회, 누가 일할 것인가》
- 2016.03.12 KBS 스페셜 《아웃사이더 돌풍, 트럼프》
- 2016.07.28 KBS 한국무역70년 특집다큐 《다시 뛴다! 수출강국 코리아》 - 1편 위대한 개척자

방송
- 뽀뽀뽀 아이조아 (MBC)
- 제4공화국 (MBC) (1995년 11월 15일 ~ 11월 16일) - 김창길 광주 민주화 운동 당시 학생수습위원회 회장 (오월의 노래 1편 ∙ 2편)
- 새러데이 나잇 라이브 코리아 (tvN) - 뉴시즌 6회부터 오프닝 인트로에서 나레이션을 맡았음[2]
- 아침마당 (KBS1) - 2013년 9월 2일, 2019년 7월 1일 출연
- 열린TV 시청자 세상 (SBS)
- KBS 아침뉴스타임 (KBS2)
- 내 품에 라바와 친구들 (MBC) - 해설, 너구리 의사
- SBS 인기가요 (SBS) - 룰루 (나중)
- 설날특집 TV동물농장 (SBS)
- 얼씨구나 우리동네 (제주MBC)
- 일요일 일요일 밤에 코너 - 동안클럽 (MBC) (2007년 2월 25일 ~ 2008년)
- 톡톡 이브닝 (KBS2)
- 위기탈출 넘버원 (KBS2)
- 내고향 스폐셜 (TJB)
- 코파반장의 동화수사대 (KBS2) - 코파반장
- SNL 코리아 (tvN)
- 정글의 법칙 in 인도차이나 (SBS) - 예고
- 유 퀴즈 온 더 블럭 (tvN) (게스트)

라디오
- 환타지 특급 - 드래곤 라자 (KBS) - 후치 네드발
- 만화열전 - 마스카 (MBC) - 엘리후
- 소설극장(지리산) (KBS)
- 성우 빅 쇼 (SBS)
- 와이파이 삼국지(KBS1라디오)

인터넷
- 천애 (옛날방송국) - 진우
- 사이버 파이터 (세이캐스트) - 현국
- 유령주식회사 (세이캐스트) - 고윤태
- 가을동화 (애니캐스트) - 한태석

노래
- 에스카플로네 엔딩 (SBS) - 미스틱 아이즈 (mystic eyes)

광고
- LG전자
- 레고
- 로제타월드
- 반다이
- 삼성전자
- 손오공
- 아티스
- 세종텔레콤
- 원광대학교
- 한빛소프트
- 해태제과식품
- LG유플러스 (08217)
- G마켓